# Пустовойтенко, Валерий Павлович
Вале́рий Па́влович Пустово́йтенко (укр. Валерій Павлович Пустовойтенко; род. 23 февраля 1947, село Адамовка (с 1964 года вместе с тремя другими селами образовало посёлок Березанка), Березанский район, Николаевская область, УССР, СССР) — украинский государственный деятель, премьер-министр Украины с июля 1997 по декабрь 1999 года.

## Биография
Родился в семье колхозников.

### Образование
Окончил Одесское ремесленное училище № 9. С 1969 по 1971 год учился в Одесском политехническом институте, с 1971 по 1975 год — в Днепропетровском инженерно-строительном институте по специальности «инженер-механик».

### Трудовая деятельность
С августа 1963 по сентябрь 1966 года работал токарем на Одесском заводе имени Октябрьской революции. С сентября 1966 по декабрь 1968 года проходил службу в Советской армии, после возвращения из армии с января по июль 1969 года продолжал работать токарем на Одесском заводе имени Октябрьской революции.
С августа 1975 по февраль 1984 года работал мастером, прорабом, старшим прорабом, главным инженером управления механизации, главным инженером треста «Днепростроймеханизация» (г. Днепропетровск).
С февраля 1984 по август 1986 года — управляющий трестом «Днепростроймеханизация».

### Политическая деятельность
С августа 1986 года занимал должность председателя исполкома Бабушкинского районного совета г. Днепропетровска, с октября 1987 года года был заместителем председателя исполкома Днепропетровского городского совета, с октября 1989 по апрель 1993 года являлся председателем исполкома Днепропетровского городского совета.
В марте 1990 года избран народным депутатом Украины.
В апреле—сентябре 1993 года — министр Кабинета министров Украины. С октября 1993 по июль 1994 года — заместитель председателя кредитно-финансового банка. С июля 1994 по июль 1997 года — министр Кабинета министров Украины.
С июля 1996 по август 2000 года — президент Федерации футбола Украины.
В мае 1999 года был избран председателем Народно-демократической партии.
С 16 июля 1997 года возглавил Кабинет министров. После инаугурации Президента Украины Л. Кучмы в ноябре 1999 года правительство В. Пустовойтенко сложило полномочия согласно Конституции Украины.
После отставки сосредоточился на партийной работе.
С 11 декабря 2000 по 9 июня 2001 года был советником Президента Украины Л. Кучмы, секретарь Политического совета при Президенте Украины.
С 9 июня 2001 года — министр транспорта Украины в правительстве А. Кинаха.
В 2002—2006 годах — народный депутат Украины.
В мае 2006 года исполнял обязанности заместителя председателя Киевской городской государственной администрации, но оставил эту должность.
С 9 апреля 2010 по 24 февраля 2014 года — советник Президента Украины В. Януковича.

## Семья
Женат, супруга — Ольга, сыновья — Сергей и Вячеслав.

## Награды
- Орден князя Ярослава Мудрого III степени (1 декабря 2011 года) — за весомый личный вклад в развитие отечественного футбола, достижение высоких спортивных результатов, многолетний добросовестный труд и по случаю 20-летия Всеукраинского спортивной общественной организации «Федерация футбола Украины»[9]
- Орден князя Ярослава Мудрого IV степени (2002 год)
- Орден князя Ярослава Мудрого V степени (1999 год)[10]
- Почётный знак отличия Президента Украины (1996 год)[11]
- Заслуженный строитель Украины (1995 год)[12]
- Медаль «Ветеран труда»
- Медаль «10 лет независимости Украины»
- Почётная грамота Верховной Рады Украины
- Международный орден Святого Станислава I степени (13 мая 1999)[13]
- Юбилейная медаль «25 лет независимости Украины» (19 августа 2016)[14]
- Кавалер Большого креста ордена Инфанта дона Энрике (16 апреля 1998, Португалия)[15]
- Кавалер Большого креста ордена Великого князя Литовского Гядиминаса (4 ноября 1998, Литва)[16]